# 劉元霖
劉元霖（1556年—1614年），字元澤，號用齋，直隸河間府任丘縣人，明朝政治人物。

## 生平
萬曆七年（1579年）己卯科順天鄉試第二十一名舉人，萬曆八年（1580年）聯捷庚辰科進士。工部觀政，本年授河南安陽縣知縣，十三年行取，擢吏部主事，十五年升员外郎，歷官考功司、文选司郎中，二十一年五月升太常寺少卿、提督四夷馆，二十二年升都察院右佥都御史、巡撫兩浙 ，二十七年加右副都御史，父亲去世丁憂。三十四年起陞工部右侍郎，四十一年晉工部尚書。以母親年老，與兄長劉元震先後乞養歸里。萬曆四十二年（1614年）三月卒，贈太子太保。年五十九。《明史》有傳。

## 家族
曾祖劉璟；祖父劉蓁，贈戶部郎中；父劉勃，按察司僉事。母章氏（封安人）。具慶下。兄劉元震（翰林院編修）、劉元翰、劉元泰。弟劉元沖。